# کلیسای سینت برگیتا

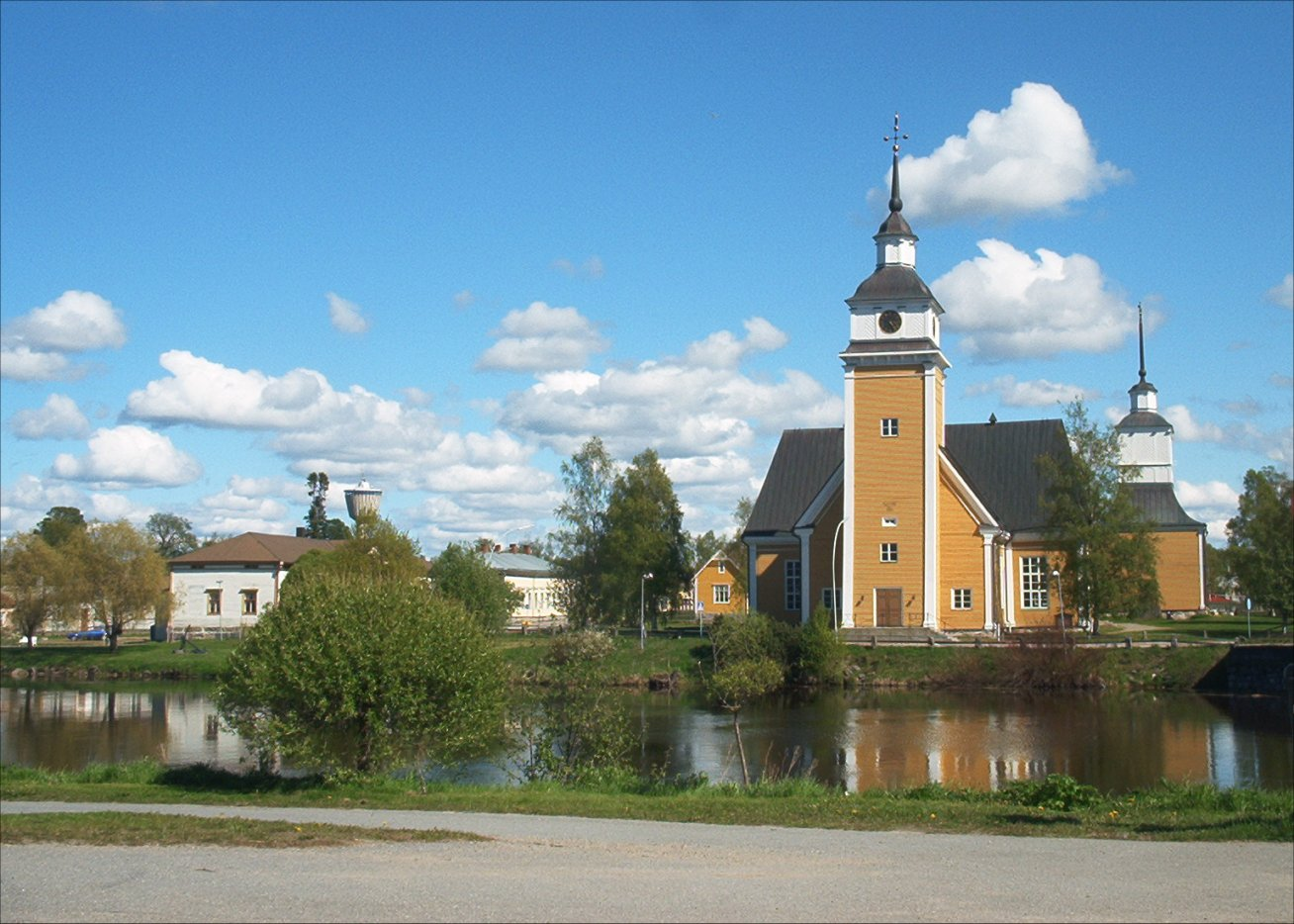
کلیسای سنت برگیتا

کلیسای سینت برگیتا (کلیسای اودِن‌کارْلِپوو) (سوئدی: Sankta Birgitta kyrka, فنلاندی: Uudenkaarlepyyn kirkko) یک کلیسای چوبی در شهر نیوکارْلِبُو درمنطقه اوستروبوتنیا در فنلاند است.

## پیشینه
این کلیسا که در سال ۱۷۰۸ ساخته شده امروزه یکی از بزرگ‌ترین جاذبه‌های شهر است. قدمت نقاشی‌های سقف کلیسا به قرن ۱۸ بازمی‌گردد.